# Purificação Araújo
Purificação Araújo (Lisboa, Portugal, 5 de novembro de 1926) é uma obstetra e ginecologista portuguesa. Reconhecida como uma das principais precursoras da introdução dos métodos contraceptivos, como a pílula, e do planeamento familiar, para além do desenvolvimento da saúde materno-infantil ou da vigilância ginecológica, sendo também responsável pela introdução do teste de Papanicolau em Portugal, é ainda referida como a "Mãe do Planeamento Familiar" no país. Defensora dos direitos das mulheres, da liberdade de escolha e da interrupção voluntária da gravidez, é também conhecida por ter prestado apoio médico às mulheres portuguesas a viver na clandestinidade, durante o regime ditatorial do Estado Novo.

## Biografia
Maria da Purificação Costa Araújo nasceu em Lisboa, a 5 de novembro de 1926. 
Licenciou-se pela Faculdade de Medicina da Universidade de Lisboa em 1950 e, após cumprir vários internatos, nomeadamente no Hospital de Santa Maria e na Maternidade Alfredo da Costa, em 1964 seguiu a carreira hospitalar pública nas áreas de Obstetrícia e Ginecologia, realizando ainda uma pós-graduação nessas mesmas disciplinas na Universidade de Londres. Anos mais tarde, complementou os seus estudos académicos com cursos adicionais, focados na Saúde Materna e no Planeamento Familiar, em Londres, Paris e nos Estados Unidos. 
Durante a década de 1960, visto que em Portugal existia uma elevada taxa de mortalidade perinatal e maternal e que apenas cerca de 65% dos partos eram realizados nos hospitais, enquanto os restantes ocorriam em casa ou em maternidades que não possuíam nem salas de cirurgia, nem de obstetrícia ou neonatologia, não conseguindo assim lidar com possíveis complicações que poderiam provocar a morte das grávidas, fetos e recém-nascidos, Purificação Araújo começou a realizar várias campanhas para que as maternidades fossem vinculadas aos hospitais e assim pudessem prestar os devidos cuidados e serviços médicos às suas utentes. Simultaneamente, durante o mesmo período, colaborou na dinamização do método psicoprofilático do parto sem dor, introduzido em Portugal pelos médicos obstetras Cesina Bermudes (1908-2001) e Pedro Monjardino (1910-1969).
De ideais democráticos, durante a mesma década e até à Revolução de 25 de abril de 1974, não obstante ao risco de ser presa pelas suas acções, Purificação Araújo prestou auxilio a várias mulheres grávidas, antifascistas e opositoras do Estado Novo, que se encontravam foragidas e a viver na clandestinidade.
Em 1970, com o apoio do médico de saúde pública Arnaldo Sampaio (1908-1984), então Director-Geral da Saúde, e através da Associação para o Planeamento Familiar (APF), criada em 1967, Purificação Araújo integrou o inovador projecto que introduziu o serviço de Planeamento Familiar em várias unidades hospitalares do país, quase de forma subversiva e clandestina, criando também, cursos de formação especializada para técnicos de saúde nos dispensários materno-infantis.
Devido ao sucesso das suas campanhas, em 1971 foi nomeada chefe do Serviço de Saúde Materna da Direcção-Geral da Saúde de Portugal, serviço responsável pela saúde durante a gravidez e da criança, tornando-se então numa das principais responsáveis pela integração do Planeamento Familiar nos recém-criados Centros de Saúde nacionais. Argumentando que o planeamento familiar contribuía para a promoção da saúde da mulher e da criança ao permitir evitar gravidezes indesejadas e espaçar os partos, em conjunto com a Associação Portuguesa de Planeamento Familiar e o ginecologista-endocrinologista Manuel Neves-e-Castro, Purificação Araújo promoveu o uso da pílula anticoncepcional, encontrando uma forte oposição na sociedade portuguesa mais conservadora e na Igreja Católica. O seu uso seria somente aprovado meses depois pela então Secretária da Saúde Maria Teresa Cárcomo Lobo, após esta ter obtido o aval do Cardeal Manuel Gonçalves Cerejeira.
Entre 1973 e 1978, Purificação Araújo exerceu ainda como professora visitante na Escola Nacional de Saúde Pública.
Após a Revolução de 25 de abril de 1974, sendo uma acérrima defensora da liberdade de escolha e dos direitos das mulheres, fez campanha a favor da despenalização do aborto a pedido da mulher, desempenhou um importante papel na introdução do teste de Papanicolau em Portugal, principal exame de prevenção contra o cancro do colo do útero, foi membro fundadora do associação Amigos do Fundo das Nações Unidas para a Infância, mais conhecido como Amigos da UNICEF, ao lado do crítico de cinema, dirigente cineclubista e seu marido Manuel Pina (1929-2017), e entre 1978 e 1992, ministrou vários cursos de formação em planeamento familiar de forma livre, aberta e sem tabus, não só em Portugal como ainda para o Fundo de População das Nações Unidas, focando-se sobretudo nos países de língua portuguesa, em conjunto com a escritora Ana Vicente e outros ativistas.
Nos anos que se seguiram, devido à introdução dos cuidados pré-natais e pós-natais nas maternidades e nos centros de saúde, as suas acções de campanha contribuíram significativamente para reduzir os números fatais que colocavam Portugal como um dos piores países da Europa.
Durante os anos 80, Purificação Araújo foi membro da Comissão Nacional de Saúde Materno-Infantil, criada pela Ministra da Saúde Leonor Beleza em 1989, e membro do Comité Nacional de Hospitais Amigos dos Bebés.
Atualmente, apesar da sua idade, continua a exercer no seu consultório privado, situado em Lisboa.

## Prémios
Em 1996, foi galardoada com a Medalha de Serviços Distintos pelo Ministério da Saúde e, em 2008, com o grau de Ouro da mesma premiação.
No Dia Internacional das Mulheres de 1998, foi distinguida pela Ordem do Mérito, um prémio nacional concedido àqueles que fazem sacrifícios em benefício da sua comunidade. 
Ainda em 2008, recebeu a Medalha de Ouro da Câmara Municipal de Lisboa como reconhecimento pelo seu trabalho no desenvolvimento dos serviços de planeamento familiar.
Em 2014 foi galardoada com a Medalha de Mérito da Ordem dos Médicos.